# Klaver 4
Klaver 4 is een samenwerkings- en beloningsactie van vier wandelevenementen in Vlaanderen met als hoofddoel de wandelsport en meer specifiek de lange wandelafstanden extra te promoten. De vier grote wandelevenementen zijn aangesloten bij Wandelsport Vlaanderen.
Klaver 4 werd opgericht in 2003 door de organisatoren van:
- De Internationale Tweedaagse van Vlaanderen in Blankenberge
- Omloop Kluisbergen in Kluisbergen
- De Nacht van West-Vlaanderen in Torhout
- De Dodentocht van Bornem

In 2008 besliste de Dodentocht niet langer deel te nemen. In 2009 trad de Vierdaagse van de IJzer toe tot de samenwerking en lukte 107 wandelaars erin om een gouden klavertje 4 te halen.
Anno 2020 bestaat het klaver 4 uit de volgende vier grote wandelevenementen:
- De Internationale Tweedaagse van Vlaanderen in Blankenberge[3]
- Helletocht in Kluisbergen[4] (de naam Omloop Kluisbergen werd veranderd in Helletocht)[5]
- De Nacht van West-Vlaanderen in Torhout[6]
- De Vierdaagse van de IJzer[7]

In 2022 is de Helletocht in Kluisbergen gestopt en gaat Klaver 4 nog verder met slechts 3.
Vanaf 2025 is de formule herbekeken en werd opnieuw een vierde wandeling aan de samenwerking toegevoegd: De Poppieswalk in en rond Zonnebeke. De update ging gepaard met een opgefrist logo.
Door middel van een getrouwheidskaart worden deelnemers gestimuleerd deel te nemen aan de tochten van de vier organisaties.
Er kan een gewoon klaver 4 verdiend worden door aan elke toch deel te nemen en op iedere wandeldag te wandelen, binnen hetzelfde kalenderjaar.
Indien wandelaars een Gouden Klaver 4 willen verdienen, moeten ze, eveneens binnen hetzelfde kalenderjaar:
- tijdens De Poppieswalk 55 km afleggen
- tijdens de Tweedaagse Voettocht in Blankenberge op zaterdag 50 km en zondag 32 afleggen
- minstens 42 km uitwandelen tijdens de nacht van West-Vlaanderen
- 4 keer 32 km wandelen tijdens de Vierdaagse van de IJzer.